# Гликсберг, Шимон Яаков
Раввин Шимон Яаков Гликсберг (1870, Мендзыжец-Подляски — 1950, Тель-Авив) — раввин, учёный, историк, проповедник и один из основателей сионистского движения Мизрахи.

## Биография
Происходил из хасидской семьи. Учился в иешиве в Свислочи и в Томей Тора, основанной Йерухам Йехудой Лейбом Перельманом в Минске. Его детские годы были посвящены глубокому изучению Торы и в 11 лет он уже самостоятельно изучал Гемару с комментариями Раши. В 16 лет он в совершенстве знает Мишну и Поским. С частными учителями он изучал языки, литературу и математику. В совершенстве владел семью языками и цитировал на память на языке оригиналов средневековые поэмы, произведения Гордона, Пушкина, Лермонтова, Гёте, Шиллера и французских поэтов.
Он был возведён в сан раввина знаменитым раввином Йосифом Хакоеном Равицем, а также раввинами Хаимом Иегудой из Сморгана и Моше Шаулем Шапирой из Бобруйска. В течение нескольких лет он помогал своему тестю, раввину Мордехаю Давиду Альперту, главе раввинского суда в Свислочи (Бобруйск) Минской губернии.
В Минске раввин Гликсберг был одним из лидеров группы Шломей Еминей Цион, которая стала базой для движения Мизрахи. В 1902 году он принял участие в первом всемирном съезде религиозных сионистов в Вильно как делегат от Мендзыжец-Подляски. Он был избран в Центральный Комитет движения и ему вместе с раввином Зеевом Явецом было поручено предложить операционную структуру, имя и платформу новой сионистской религиозной партии (Мизрахи). С этого момента он продолжал действовать от имени Мизрахи. Когда раввин Гликсберг вернулся в Мендзыжец-Подляски, чтобы доложить о результатах съезда, тысячи слушателей собрались в Бейт Мидраше его молодости, чтобы услышать его отчёт.
В 1902 году раввин Гликсберг становится раввином в Пинске. В 1903 году он делегат Русской Сионистской конференции в Минскe, а также делегат Шестого Сионистского конгресса в Базеле. После смерти Теодора Герцеля раввин Гликсберг, по поручению Мизрахи, произнёс множество речей в различных городах, чествуя основоположника Еврейского государства.
В 1906 году р. Гликсберг становится раввином в Одессе. В это время он также был активным членом организации «Ховевей Цион». Он был широко известен своим глубоким знанием иудаизма и еврейской литературы, а также блестящими интерпретациями Торы и проповедями. Его проповеди в главной городской синагоге и в сионистской синагоге Явне привлекали множество молодых людей. Он был одним из основателей Шомрей Тора иешивы. Его усилия были направлены на установление школ для бедных еврейских детей при синагогах. Он был также основателем благотворительной организации «Эзрат Холим». Раввин Гликсберг опубликовал памфлет по названию «Эзрат Холим» на еврейском и русском языках о принципе благотворительности и поддержке слабых членов общины. Этот памфлет был распространён в тысячах экземпляров.
В 1917 году р. Гликсберг был делегатом Национального Съезда Украинских Евреев. В этом же году он выбран в Одесский Городской Совет и официально назначается главным раввином Одессы. Он занимает эту должность до 1937 года.
В двадцатых годах р. Гликсберг стал широко известен как участник семи «религиозных диспутов» с Анатолием Луначарским, членами Евсекции и такими русскими религиозными деятелями как Александр Введенский. Тысячи людей присутствовали на стадионах и в театрах Одессы, где происходили эти диспуты. В ходе одного из диспутов Анатолий Луначарский сказал: «Моя вера в коллективную ответственность даёт мне такую веру в будущее, которую никакая религия не может дать». Раввин Гликсберг ответил: «Эта вера сама представляет собой религию». В ходе этих диспутов он не только глубоко впечатлил публику своей гордой осанкой, риторическим талантом, религиозным энтузиазмом и остроумными замечаниями, но и глубоким знанием философии, науки и литературы. Его сила убеждения была такова, что один из его оппонентов назвал его «опасным дебатором».
В 1937 году раввин Гликсберг уехал в Эрец-Исраэль, где возглавил раввинский суд Тель-Авива. Он также был почётным судьёй в Мизрахи. В течение ряда лет он был одним из судей, присуждавших Премию Раввина Кука. После его смерти одна из улиц Тель-Авива была названа в его честь и честь его сына, известного художника Хаима Гликсберга.

## Личная жизнь
В 1895 году Раввин Гликсберг женился на Ципе Мейте Альперт, дочери раввина Мордехая Давида Альперта, главы раввинского суда в Свислочи, который был правнуком Арье Лейб Эпштейна («Баал ха-Пардес») из Кенигсберга. У них было семеро детей — четыре дочери и три сына.
Его старший сын Хаим Гликсберг уехал в Эрец-Исраэль в 1925 году и стал художником. Остальные дети жили в Советском Союзе до конца своих дней.
Старшая дочь Енета стала преподавателем русского языка и литературы и преподавала в Еврабмоле, экспериментальной школе в Одессе.
Другая дочь Евгения стала врачом и учёным. Во время Великой Отечественной войны она служила в различных фронтовых госпиталях, была награждена двумя орденами Красной Звезды и закончила войну в звании майора.
Дочь Юдифь стала руководителем детских учреждений.
Дочь Суламифь была специалистом по инфекционным заболеваниям.
Сын раввина Шмуэль умер в возрасте семи лет от скарлатины.
Младший сын Вениамин стал инженером, получив образование в Германии, был арестован в 1937 году и был в заключении в Норильском ГУЛАГе в течение двадцати лет. После смерти Сталина он был реабилитирован.

## Опубликованные труды
- ивр. הדרשה בישראל‎ (1940) (Romanized as per Library of Congress Ha-Derashah be-Yisrael)[7]
- ивр. מוסגי החיים‎ (1945)(Romanized as per Library of Congress Musage ha-òhayyim)[8]
- Царский венец, т-фия Течера, Одесса, 1910